# Santa Branca (kommun)
Santa Branca är en kommun i Brasilien.   Den ligger i delstaten São Paulo, i den sydöstra delen av landet, 900 km söder om huvudstaden Brasília. Antalet invånare är 13 770.
Följande samhällen finns i Santa Branca:
- Santa Branca

I omgivningarna runt Santa Branca växer i huvudsak städsegrön lövskog. Runt Santa Branca är det ganska tätbefolkat, med 52 invånare per kvadratkilometer.